# Зиновский сельский совет (Путивльский район)
Зиновский сельский совет (укр. Зінівська сільська рада) — входит в состав
Путивльского района
Сумской области
Украины.
Административный центр сельского совета находится в 
с. Зиново
.

## Населённые пункты совета
- с. Зиново
- с. Белогалица
- с. Курдюмово
- с. Латышовка
- с. Пересыпки
- с. Пешково
- с. Солнцево
- с. Харевка
- с. Щекино

## Ликвидированные населённые пункты совета
- с. Понизовка